# Europese kampioenschappen kyokushin karate 1993
De Europese kampioenschappen kyokushin karate 1993 waren door de International Karate Organization (IKO) georganiseerde kampioenschappen voor Kyokushinkai karateka's. De 7e editie van de Europese kampioenschappen vond plaats in het Bulgaarse Varna.

## Resultaten
| Gewichtsklasse | Goud               | Zilver            | Brons                                     |
| -------------- | ------------------ | ----------------- | ----------------------------------------- |
| Lichtgewicht   | Antal Bencze       | Martijn Mellaert  | Christophe Van Schependom Eric Constancia |
| Middengewicht  | Hans Mars          | Robert Van Boxtel | G. Monlin                                 |
| Zwaargewicht   | Juhani Vespalainen | Igor Timofiev     | Benno Rasmussen Rafal Szlazak             |